# El secreto de vivir
El secreto de vivir (Mr. Deeds Goes to Town) es una comedia cinematográfica de 1936 basada en el cuento de 1935 de Clarence Budington Kelland (1881 - 1964) Opera Hat, publicado por entregas en el periódico The Saturday Evening Post. La película fue dirigida por Frank Capra y contó con Gary Cooper y Jean Arthur en sus primeros papeles principales. El guion fue escrito por el propio Kelland y por Robert Riskin (1897 - 1955) en su quinta colaboración con Capra.
En 2002 se estrenó un remake titulado Mr. Deeds, protagonizado por Adam Sandler y Winona Ryder.

## Argumento
En mitad de la Gran Depresión, Longfellow Deeds (Gary Cooper), poeta de tarjetas de felicitación y músico que toca la tuba, vive en la aldea Mandrake Falls, de Vermont. Hereda una enorme fortuna de 20 millones de dólares de un tío lejano, Martin Semple. El abogado de su tío, John Cedar (Douglass Dumbrille), localiza a Deeds y le lleva a la ciudad de Nueva York.
Cedar encarga a su mediador, el experiodista Cornelius Cobb (Lionel Stander), la misión de mantener alejados a los periodistas del heredero. Sin embargo es esquivado por la periodista estrella Louise “Babe” Bennett (Jean Arthur), quien intenta aprovecharse de la fantasía romántica de Deeds de rescatar a una damisela en apuros y se hace pasar por una pobre trabajadora llamada Mary Dawson. Ella finge un desmayo causado por el cansancio “después de caminar todo el día buscando trabajo” y consigue así ganarse la confianza de Deeds. Ella escribe una serie de artículos muy populares en los que se burla de lo pueblerino que es Longfellow y de su extraño comportamiento, llamándole “Cinderella Man” (Ceniciento). Mientras tanto, Cedar intenta conseguir de Deeds poderes como su abogado, para poder mantener en secreto sus fechorías financieras.
Deeds, sin embargo, resulta saber juzgar bien a la gente, librándose fácilmente de Cedar y de otros avariciosos oportunistas. Se gana el respeto de Cobb y el amor de Babe. Sin embargo cuando Cobb descubre la verdadera identidad de Bennett, el corazón de Deeds queda destrozado.
Justo cuando está listo para regresar a Mandrake Falls, un granjero arruinado (John Wray) irrumpe en su mansión y le amenaza con una pistola. Expresa su desdén por el hombre rico, aparentemente sin corazón, que hace nada por ayudar a la multitud de pobres desesperados. El intruso entonces se calma, pero Deeds se da cuenta de lo que puede hacer con su problemática herencia: decide proporcionar granjas totalmente equipadas y con 40.000 m² a miles de familias sin hogar si prometen trabajarlas durante varios años.
Preocupado por la pérdida de control sobre la fortuna, Cedar se une en contra de Deeds con su único familiar y su dominante esposa. Los tres intentan declararle mentalmente incompetente. Esto, junto con la traición de Babe, hace que se hunda en una profunda depresión.
Mientras él sigue deprimido, todo se pone en contra de Deeds, especialmente cuando se niega a defenderse.  Cuando Babe convence a Deeds de que le quiere de verdad, Deeds comienza a defenderse (antes de pegarle un puñetazo en la cara a Cedar). El juez lo declara sano.

## Reparto
- Gary Cooper – Longfellow Deeds
- Jean Arthur – Louise “Babe” Bennet/Mary Dawson
- George Bancroft – MacWade
- Lionel Stander – Cornelius Cobb
- Douglas Dumbrille – John Cedar
- Raymond Walburn – Walter
- H.B. Warner – Juez May
- Ruth Donnelly – Mabel Dawson
- Walter Catlett - Morrow

## Producción
Al principio Frank Capra iba a filmar Lost Horizon después de Broadway Bill (1934), pero el actor protagonista Ronald Colman no pudo acabar a tiempo otros compromisos, así que cambiaron los planes de producción para adaptarlos a Mr. Deeds Goes to Town. Los dos actores protagonistas, Gary Cooper y Jean Arthur, fueron asignados a sus papeles desde el principio. La primera elección de Capra para el papel de Longfellow siempre fue Gary Cooper. Debido a otros compromisos de Cooper, la producción se retrasó seis meses hasta que Cooper estuvo disponible. Esta demora costo 100.000 dólares. Para el papel de Bennet, Carole Lombard fue la primera elección, pero la actriz abandonó la película tres días antes de comenzar, para protagonizar My Man Godfrey.

## Un film característico del cine clásico de Hollywood.
Este film es una fiel representación de los parámetros y de las características del cine clásico de Hollywood. Durante la época de oro de este tipo de cine, fueron realizadas muchísimas películas con características similares, y quizás hasta con argumentos muy parecidos entre sí o con elementos en común. Es el caso de este film, por ejemplo, con la conocida película titulada Meet John Doe.
Entre los rasgos que reflejan los parámetros del cine clásico de Hollywood, podemos destacar en primer lugar, los referidos a elementos compositivos de la imagen. Podemos ver por un lado, que la imagen siempre se compone de manera centrada; es decir que los personajes a menos que esté totalmente justificado, casi nunca se encuentran ubicados en un rincón de la imagen y nuestra mirada siempre está dirigida hacia ellos. Se respeta la regla de los 180° y no se salta jamás ese eje, se respeta la ubicación de los elementos y también la entrada y salida de los personajes en cada toma. En la mayoría de las tomas los personajes según su importancia en el momento mantienen cierta frontalidad, a pesar de que se utilizan muy pocos primeros planos. Es una composición muy equilibrada y con delicados y estables movimientos de cámara. La misma trata, de ser en muchos casos “invisible” o pasar desapercibida. 
Utiliza los créditos del final y también los títulos, para contribuir en diferente medida a la narración y esto también es una particularidad de este tipo de cine. En los títulos, se nos muestra como parte de la narración la importancia de cada personaje en la historia a través de, por ejemplo, el orden en que estos van apareciendo en pantalla, el tamaño de la tipografía que se utiliza para cada uno y el tiempo que los mismos aparecen en dichos títulos.
Por otra parte, si hablamos de las secuencias, podemos decir que el film comienza con un determinado suceso, que será determinante luego o que será el inicio de una situación que tendrá repercusiones. Por otro lado, casi todas las secuencias comienzan con un plano detalle de algo en particular y luego se abre el plano o sobre ese mismo plano ocurre algo. Además, cada secuencia termina y se cambia a la siguiente marcando una elipsis de tiempo con un fundido en negro. Cabe destacar además, que los saltos en el tiempo no son demasiado utilizados en el cine clásico de Hollywood, pero en este caso, están justificadas por el paso natural del tiempo que el espectador puede comprender e interpretar perfectamente.
Con respecto a la narración, también se manifiestan características específicas de este tipo de cine. . Por un lado, es una historia de fácil comprensión, sin ambigüedades y con un mensaje y un objetivo claro. Esto es fundamental en el cine clásico de Hollywood porque pretenden historias realistas, que dejen un mensaje y que sea éste comprensible en su totalidad para el público. Los personajes se mueven de acuerdo a la línea de causa –efecto y a la motivación que los impulsa. No se dan manipulaciones de tiempo; solo pequeñas elipsis que comprimen el tiempo de la historia para pasar a otro momento y situación como se dijo anteriormente y la historia es contada de manera lineal. El montaje casi imperceptible contribuye a que se genere una buena continuidad y que posea mucho realismo. Los personajes son claros y definidos y su motivación y objetivos también. Por ejemplo: periodistas ambiciosos, heredero desinteresado, la periodista desesperada por mantener su trabajo, un hombre pobre que hará cualquier cosa por dinero, etc. Se utiliza montaje paralelo en algunas ocasiones.
Existen además las dos líneas de acción descritas en el cine clásico de Hollywood: el romance como una línea de acción muy importante que mantiene el hilo del film y los negocios, salir de la pobreza, hacer el bien, etc. (cualquier actividad u objetivo del personaje).
Otro elemento importante a destacar, es la utilización de la música. En este film, se utiliza música extra diegética pero en algunas ocasiones es utilizada música diegética (por ejemplo cuando los personajes tocan diferentes instrumentos). la música posee una función que contribuye a la narración.  La música extra diegética, es ilustrativa de la situación y lo hace de manera que queda totalmente claro el sentimiento de cada personaje en cada momento del film.
Una característica importante del cine clásico de Hollywood reflejada en este film es la exaltación de diferentes valores considerados importantes por la sociedad norteamericana. Se resaltan continuamente los valores del heredero ("Deeds") y lo buena persona que es, en contraposición con todos los demás (que parece ser lo común en esa sociedad). esta exposición continua de valores se hace de manera explícita e incluso en los mismos diálogos sostenidos por los diferentes personajes durante el film. Esto, a nivel de la narración es muy importante. La situación en la que el personaje se ve envuelto y los valores que posee, provocan un gran revuelo en la sociedad. Se manifiestan huelgas y se dan problemas sociales y políticos. Se resalta que el dinero es ambición de casi todas las personas en esa sociedad. Que todos hacen lo que sea por dinero. Pueden pasar por encima a otras personas,aprovecharse de ellas, mentir e incluso cambiar de parecer y hacer tratos según conveniencia (de hecho eso es lo que sucede: quieren quitarle la herencia a "Deeds", la periodista miente e inventa para obtener trabajo y beneficios, se aprovechan del personaje, etc. Se termina comprendiendo que el dinero no hace a la felicidad y que muchas veces puede traer demasiados problemas. En el secreto de vivir, "Deeds" termina regalando su fortuna a los campesinos.
Por otra parte, se da una marcada importancia a los medios de comunicación y principalmente a la prensa gráfica. Se utiliza el recurso de mostrar diferentes sucesos o sus repercusiones a través de la primera plana del periódico. Se muestra cómo las personas dan gran importancia a los medios de comunicación y cómo la información dada puede generar diferente impacto y repercusiones en la sociedad. Esto en la época de oro del cine clásico de Hollywood, era real. Los medios de comunicación poseían un papel protagónico en la sociedad y gozaban de un gran poder por sobre la sociedad.
A su vez, otro rasgo importante y a destacar en este film, es el reflejo totalmente explícito de la crisis que se estaba viviendo en ese momento en los Estados Unidos y las medidas que desde la política comenzarían a tomarse dándoles el nombre de "New Deal". Este film, manifiesta esto entonces en varias secuencias. Un ejemplo claro, es el momento en que el granjero entra en escena y expresa que todas las personas que tienen dinero no se preocupan por los demás, mientras que él no tiene dinero para alimentar a su familia. Que existe mucha gente que se muere de hambre y que no tiene trabajo y que a los demás ciudadanos solo les importa el dinero. Se remarca que el granjero hace días que no come. Además, se explícita que existen miles de personas desempleadas y sin nada que comer. Este es el puntapié que permita que "Deeds" decida donar su fortuna a la zona agrícola y equipar diferentes granjas. Esto revoluciona el aparato financiero y a los desempleados; que ven en "Deeds", una esperanza para recuperarse de la crisis que arrasaba al país. Esto refleja una de las medidas del "New Deal",  como ser reactivar el sector agrícola, realizar obras para generar puestos de trabajo,activar el sector obrero, etc.
A pesar de lo anteriormente dicho, y de ser un film que refleja una sociedad y en donde la misma y las grandes masas tienen una gran participación, no deja de ser una historia entre uno o dos personajes particulares y protagonistas, tal como se manifiesta en el cine clásico de Hollywood.

## Premios y nominaciones
National Board of Review
| Año  | Reconocimiento | Resultado |
| ---- | -------------- | --------- |
| 1936 | Mejor película | Ganadora  |